# Objaw Macewena
Objaw Macewena (ang. Macewen's sign) – objaw opukowy spotykany przy wodogłowiu i ropniu mózgu; opukiwanie czaszki w miejscu połączenia kości ciemieniowej, skroniowej i potylicznej daje głośniejszy niż normalnie, dźwięczny odgłos opukowy. 
Objaw ten opisał jako pierwszy szkocki chirurg William Macewen.